# Березовка (Абанский район)
Березовка — село в Абанском районе Красноярского края России. Административный центр Березовского сельсовета.

## Название
Березовка — распространённый топоним в славянских странах, название образовано от названия дерева берёза. Село назвали так первые переселенцы из-за огромного количества берёз, растущих в окрестностях села, что объясняется расположением села в Канской лесостепи, где лес представлен в основном берёзами, в частности: Берёзой пушистой и Берёзой повислой.

## История
Основано в 1908 году столыпинскими переселенцами на месте Ношинской заимки Березовская. В 1926 году состояло из 23 хозяйств, основное население — украинцы. В составе Клейниковского сельсовета Устьянского района Канского округа Сибирского края.

## Население
| 1926 | 1989 | 2002 | 2010 |
| ---- | ---- | ---- | ---- |
| 123  | ↗997 | ↘827 | ↘609 |

## Инфраструктура села
В селе имеется построенный в 1965 году двухэтажный дом культуры со зрительным залом на 100 мест, библиотека с книжным фондом 10 570 экз., средняя общеобразовательная школа со 135 учениками (2011 г.), сельская администрация, фельдшерско-акушерский пункт, почта.

## Дороги
Дорожное покрытие на территории поселения преимущественно грунтовое. Асфальтовое покрытие имеется в деревне Ношино на центральной улице. В 2009—2012 годах на участке дороги между деревней Ношино и селом Березовка проложен асфальт протяжённостью 7 км — до границы Абанского района с Дзержинским.
Расстояния между населёнными пунктами
Ближайший от районного центра (Абана) населённый пункт поселения — деревня Ношино — 23 км.
От Абана до Березовки 28 км, от Абана до Мачино 39 км.
От Березовки до Ношино 5 км, от Березовки до Мачино 11 км, от Ношино до Мачино по просёлочной дороге 10 км (через Березовку 16 км).

## Связь и СМИ
В декабре 2009 года Березовка получила доступ к сети Интернет.
В 2011 году в 3 км к северо-западу от села оператор сотовой связи ЕТК (с 1 августа 2015 г. Tele2) установил базовую станцию и жители села получили возможность пользоваться сотовой связью, весной 2013 г. также в селе была установлена базовая станция МТС.
Улицы села: 1 Мая, 50 лет Октября, Больничная, Комсомольская, Красная, Лесная, Мира, Набережная, Новая, Пионерская, Пролетарская, Профсоюзная, Садовая, Северная, Фестивальная.

## Достопримечательности
Недалеко от села расположены памятники археологии — 4 стоянки древнего человека.